# Novgorod guvernement
Novgorod guvernement var et guvernement i det nordvestlige Rusland i perioden 1727–1927. Det lå mellem Sankt Petersborg guvernement i vest og Tver, Jaroslavl og Vologda i øst.
Det havde et areal på 122.340 km2 og 1.642.200 indbyggere i 1911, næsten udelukkende russere.
Guvernementets sydlige del bestod af Valdajhøjderne, som er det mellemeuropæiske Ruslands højeste sted (321 moh.) og hvor landets største floder havde deres kilder. Den var dybt gennemskåret af dale med bratte sider; i vest faldt den temmelig brat mod indsøen Ilmen, som lå blot 18 moh. Nordøstre del af guvernementet tilhørte indsøområdet i det nordvestlige Rusland. Dette område, som svagt hælder mod indsøerne Ladoga og Onega, var fyldt med flere tusind søer, blandt hvilke de største var Beloje ozero og Vozje. Enorme tyndt træbevoksede vådområder — rester af tidligere indsøer — optog mere end 1/6 af arealet, men begyndte at blive tørlagte ved 1900-tallets begyndelse.
Guvernementet var delt mellem Nordishavets, Østersøens og Det Kaspiske Havs vandsystemer, som var forenede med flere kanaler. De største floder var Volkhov, Ilmens avløb til Ladoga, Msta og Lovat, som løb ud i i Ilmen, Sas som flød til Ladoga, og Sjeksna og Mologa, bifloder til Volga. Skove dækkede 55 % af arealet, og blot 11,7 % var agerland.
Klimaet var hårdt: årsmiddeltemperaturen for byen Novogorod var 4,4 °C (-9,5 °C i januar, 17 °C i juli).
Jordbruget dækkede ikke over alt behovet for rug; der imod kunne man eksportere havre og hør. Heller ikke husdyrholdet dækkede fødebehovet. Stenkul og tørv fandtes i store mængder, ligeledes ildfast ler. Indbyggerne sysselsatte sig med jordbrug, fiskeri, jagt, skovdrift og sløjd. En stor del af arbejderklassen vandrede årligt ud for at søge arbejde i andre dele af Rusland og nabolandene (blandt andet som savfilere). Handelen var livlig og blev fremmet af en mængde markeder.
Guvernementet var delt i 11 kredse: Belozersk; Borovitsji, Demjansk, Kirilov, Kresttsy, Novgorod, Staraja Russa, Tikhvin, Tsjerepovets, Ustjuzjna og Valdaj.